# Luís Gonçalves
Luís Carlos Martins Gonçalves ComM (Portalegre, 12 de outubro de 1987) é um atleta paralímpico português, que compete principalmente na categoria T12.

## Carreira
Fez sua estreia internacional sénior no Campeonato do Mundo da Federação Internacional dos Desportos para Cegos de 2007, realizado em São Paulo, no Brasil. No ano seguinte, conquistou a medalha de prata na prova dos 400 metros T2 dos Jogos Paralímpicos de Verão de 2008 realizados em Pequim, na China.
No Campeonato Mundial de Atletismo Paralímpico de 2011 em Christchurch, na Nova Zelândia, conquistou a medalha de ouro nos 400 metros T12 e duas medalhas de prata nos 200 metros T12 e 4 x 100 metros estafetas T11–13.
No Campeonato do Mundo de Atletismo Paralímpico de 2015, em Doha, no Catar, conquistou a medalha de ouro nos 400 metros T12. Nos Jogos Paralímpicos de Verão de 2016, realizados no Rio de Janeiro, Brasil, conquistou a medalha de bronze nos 400 metros T12.
A 9 de novembro de 2016, foi feito Comendador da Ordem do Mérito.